# Hojšín (Neustupov)
Hojšín je osada, část městyse Neustupov v okrese Benešov. Nachází se 3,5 km na jih od Neustupova. V roce 2009 zde byly evidovány tři adresy.
Hojšín leží v katastrálním území Jiřetice u Neustupova o výměře 5,69 km².

## Historie
První písemná zmínka o vesnici pochází z roku 1620.